# Cistercijanski samostan Monošter
Cistercijanski samostan Monošter je nekdanji cistercijanski samostan in cerkev v Monoštru na Madžarskem, ki je danes rimskokatoliška župnijska cerkev.
V drugih jezikih: madžarsko Szentgotthárdi ciszterci apátság; nemško Kloster Sankt Gotthard; latinsko Abbatia Sancti Gotthardi,, prekmurska slovenščina Monošterski cistercijánski klošter)
Prva cerkev in samostan Monošter sta bila zgrajena leta 1183 in porušena leta 1604. Druga cerkev je bila zgrajena sredi 1600-ih let, a je 100 let pozneje izginila. Sedanja tretja cerkev je bila zgrajena leta 1748 in je še danes v uporabi.

## Zgodovina

### Prva cerkev
Leta 1183 je madžarski kralj Béla III (1173–1196) ustanovil samostan v čast svetega Gotarda ob sotočju rek Rabe in Lapinč. Dvanajst cistercijanskih menihov iz samostana Trois-Fontaines v Franciji je prispelo na Madžarsko, da bi naselili novi samostan Monošter. Kralj je upal, da bodo menihi nudili tehnično pomoč lokalnim kmetom in na tem območju ustanovili tudi nova naselja. Cilj je bil ustanovitev naselij na tem obmejnem območju in vključitev redko poseljenega območja v gospodarstvo države.
Cistercijani so začeli graditi samostan Monošter leta 1184. Sam stavbni kompleks ima temelje 94 m X 44 m. Okoli samostana so se hitro ustanovile majhne kmečke vasi.
Leta 1391 je kralj Sigismund Luksemburški (1361-1437) podelil advokatsko pravico do zastopanja in zaščite Monoštrskega samostana palatinu Nikolaju Széchyju in njegovemu sinu. Ta pravica je sprva pomenila le, da so ob vojni ali drugih bojih samostanski bojevniki korakali pod zastavo Széchyja, ki je imel besedo pri izvolitvi opata. Pozneje so imeli pokrovitelji absolutno oblast nad samostanom, kar je bilo povod za številne zlorabe.
Leta 1550 so bili menihi izseljeni in samostan Monošter je bil preurejen v utrjen grad za obrambo pred napredujočimi Turki. Leta 1556 so menihi prosili Margit Széchy za dovoljenje za vrnitev v samostan, vendar je ta njihovo prošnjo zavrnila.
Leta 1604 je mestni glavar Wolfgang Tieffenbach, ko je slišal o vstaji Bočkaja, samostan Monošter in cerkev razstrelil.

### Druga cerkev
Jurij Széchenyi, kaločski nadškof, je od madžarskega kralja Leopolda I. (1640–1705) pridobil samostansko pravico do predstavitve Monoštra. Széchenyi je obnovil samostansko cerkev med letoma 1676 in 1677. Druga cerkev je vsebovala tri oltarje v eni ladji: v čast svetega Gotarda, Jezusa Kristusa in Device Marije.
Z izgradnjo tretje Monoštrske cerkve in samostana leta 1746 je bila tretja cerkev opuščena. Za časa Jožefa II. (1765-1790), je bil cerkveni zvonik porušen in cerkev spremenila v kaščo. Od takrat naprej se je cerkev preprosto imenovala kašča-cerkev. Leta 1988 je mestna občina stavbo preuredila v gledališče.

### Tretja cerkev
Leta 1734 je Robert Leeb (1728–1755), opat samostana Heiligenkreuz, ponovno zagotovil samostan Monošter za cistercijanski red. Predstavitveni dokument je bil datiran 29. julija 1734 in ga je na Dunaju podpisal cesar Karel VI. Habsburški.
V Monošter je prispelo pet posvečenih duhovnikov in dva laika s prvo skupino novih »naseljencev« iz Heiligenkreuza. Pri olepševanju samostana in baročne cerkve svetega Gotarda sta imela pomembno vlogo dva laika: slikar Matthias Gusner ter mizar in rezbar Kaspar Schretzenmayer. Leeb je Franzu Antonu Pilgramu (1699–1761) naročil pripravo načrtov za nov samostan in cerkev.
Tretjo cerkev so začeli graditi leta 1740, menihi pa so se leta 1746 vselili v napol dokončano stavbo. Temeljni kamen cerkve je bil položen šele 14. avgusta 1748. Nedokončano stavbo je blagoslovil Fritz Alberik, Leebov naslednik. Vendar opatija Heiligenkreuz ni imela denarja za dokončanje stavbe. Tako je bila zgrajena samo polovica samostana.

## Opis
Napis na fasadi cerkve pravi, da je gradnjo začel opat Robert Leeb, končal pa njegov naslednik opat Alberik. Slovesnost posvetitve je 16. marca 1779 opravil prvi škof Szombathelyja János Szily.

### Freske
Freska prve obočne pole prikazuje zmago evropskih sil nad Osmani v bitki pri Monoštru leta 1664. Naslikal jo je v Avstriji rojeni Stephan Dorfmeister (1725–1797). Znaki z velikimi črkami (znani kot chronostikon ) v rimskem napisu na eni strani slike skrivajo leto bitke: 1664. Prevod legende se glasi: »Luna se razprostira po tleh z rokami kralja Lipóta« (Leopold I., 1640–1705, tudi sveti rimski cesar), na nasprotni strani pa: »Kot sovražnik vere pobegnil od tebe, zato naj bo ta kraj varen pod tvojo zaščito, Gospa.«
V drugi obočni poli, v središču cerkve, je freska Matije Gusnerja (1694–1772): Zmagoslavje razpela. Na sliki svetloba izvira iz božjega imena Jahve. Nadangel Mihael se na čelu nebeške vojske bori za zmago tega imena, da bi premagal Zlo. Hudičevo herezijo izniči orodje odrešenja: razpelo.
Fresko v tretji obočni poli nad svetiščem je naslikal Dorfmeister. Podrobno prikazuje Prikazovanje Janeza Evangelista v Pathmosu: Nebeški oltar Božjega Jagnjeta. Zaradi njegove žrtve zmagovito Jagnje sedi na knjigi s sedmimi pečati (prim. Knjiga Razodetja (Raz 5,1–5), ki vsebuje večne Božje načrte.

### Oltarji
Oltarna slika glavnega oltarja po cistercijanski navadi ponazarja Vnebovzetje Blažene Device Marije.
Prvi stranski oltar je bil postavljen v čast Bernardu iz Clairvauxa (1090–1153) Na sliki se križani Kristus sklanja proti sv. Bernardu, ki razmišlja o Odrešenikovem trpljenju. Ob straneh oltarja so skulpture angelov, ki držijo Arma Christi. Na ovalni srednji sliki je upodobljena Pieta, reliefna slika svetega Petra in Marije Magdalene.
Drugi stranski oltar spominja na Gotarda Hildesheimskega (960–1038), zavetnika cerkve. Slika ponazarja enega od svetnikovih čudežev. Ob straneh oltarja sta skulpturi svete Barbare in svete Katarine Aleksandrijske. Ovalna slika prikazuje sv. Boštjana in sv. Roka, reliefi pa sveto Margareto Madžarsko in sv. Dorotejo.
Zadnji oltar spominja na kanonizirane madžarske kralje. Velika slika prikazuje sv. Štefana, sv. Ladislava (László) in svetega Emerika Madžarskega. Angel z izvlečenim mečem drži madžarski ščit bitke za Madžarsko. Ob straneh oltarja sta kipa sv. Neže in sv. Apolonije. Svetnika na ovalni sliki v sredini sta rimska mučenca, dva brata: Janez in Pavel. Reliefi predstavljajo sv. Adalberta in Hedvigo Šlezijsko.
Četrti oltar je posvečen svetemu Jožefu. Slika prikazuje Jožefovo smrtno posteljo z Jezusom in Marijo, ki stojita v bližini. Eden od angelov v roki drži znamenje, ki pridiga moralno lekcijo: »Glej, kako umira pravičen človek«. Ob straneh oltarja so kipi angelov. Na sredini ovalne slike je slika angela varuha, na reliefu pa sta figuri Franceta Rimskega in sv. Vendelina. Poslikave glavnega in stranskega oltarja kažejo na Matthiasa Gusnerja.

### Druga oprema
Prižnica ima dva angela, ki sedita na košari, okrašeni z girlandami. Na sredini je prikazan Jezus, kako poučuje Samarijanko pri Jakobovem vodnjaku. Angeli držijo simbole Stare in Nove zaveze: dve kamniti plošči in papeško tiaro. Prižnica je bila izdelana v delavnici Kasparja Schretzenmayerja
Steklena krsta vsebuje okostje mučenca sv. Vincencija.
Kor ima dvajset sedežev. Klopi in garderobne omare zakristije je izrezljal Schretzenmayer.
Skulpture cerkve so dela Josepha Schnitzerja (1707–1769), cistercijanskega kiparja iz Heiligenkreuza. Prve orgle cerkve so bile zgrajene leta 1764 v delavnici izdelovalca orgel Ferdinanda Schwartza. Leta 1987 je tovarna orgel Aquincum v Budimpešti vgradila nov mehanizem v baročne orgle.